# Quách Hiểu Đình
Quách Hiểu Đình (tiếng Trung: 郭曉婷; tiếng Anh: Cristy Guo; sinh ngày 2 tháng 1 năm 1993 tại Thượng Hải) là nữ diễn viên người Trung Quốc, từng là diễn viên nhí bắt đầu học khiêu vũ năm lên 4 và diễn xuất khi lên 5. Cô được biết đến với các vai thời niên thiếu trong nhiều phim truyền hình như Yêu lầm một đời vai Cố Ức La, Gọi Một Tiếng Mẹ (叫一声妈妈) vai Giản Viên Nguyệt của nữ diễn viên Tôn Phi Phi.
Năm 2009, cô góp mặt trong phim truyền hình Tiên kiếm kỳ hiệp 3  trong vai Hoa Doanh. Năm 2011, Quách Hiểu Đình ghi danh vào khoa Biểu diễn của Học viện Hí kịch Thượng Hải.

## Danh sách phim

### Phim truyền hình
| Năm  | Tựa phim                                            | Vai diễn                     | Ghi chú                                |
| ---- | --------------------------------------------------- | ---------------------------- | -------------------------------------- |
| 1999 | Chân Tình Cáo Bạch (真情告白)                       | Hứa Nặc lúc nhỏ              |                                        |
| 2003 | Thiên Ti Vạn Lũ (千丝万缕)                          | Phán Phán                    |                                        |
| 2004 | Duyên hải tình thiên (缘海情天)                     | 小茶盘                       |                                        |
| 2004 | Một kiếp chung tình (真爱一世情)                    | 爱珠                         |                                        |
| 2004 | Giá bạch tiểu lâu (假日小楼)                        | Nha Nha                      |                                        |
| 2005 | Yêu lầm một đời                                     | Ức La lúc nhỏ                |                                        |
| 2005 | Nhiếp Nhĩ                                           | 白丽珠                       |                                        |
| 2006 | Paris Sonata (巴黎恋歌)                             | 小蔓芝                       |                                        |
| 2007 | Thanh Thiên Nha Môn (青天衙门)                      | 小翠                         |                                        |
| 2007 | Mê lộ (迷路)                                        | 秀秀                         |                                        |
| 2008 | Gọi một tiếng mẹ                                    | Viên Nguyệt lúc nhỏ          |                                        |
| 2008 | Tình chi trái (情之债)                              | 周烨                         |                                        |
| 2009 | Tiên kiếm kỳ hiệp 3                                 | Hoa Doanh (花楹)             |                                        |
| 2009 | Hàn Dạ (寒夜)                                       | 高如烟                       |                                        |
| 2010 | Thiên nhai chức nữ                                  | 雅雅                         |                                        |
| 2011 | Bộ bộ kinh tâm                                      | Tô Hoàn Qua Nhĩ Giai Mẫn Mẫn |                                        |
| 2012 | Đổi mới 3+7 (刷新3+7)                               | 艾米丽                       |                                        |
| 2013 | Triệu thị cô nhi                                    | 草儿                         |                                        |
| 2014 | Cô gái tủ lạnh (冰箱少女)                           | 雪糕                         | Phim web                               |
| 2015 | Mẹ Hổ, Bố Mèo                                       | Triệu Gia Lạc (赵佳乐)       |                                        |
| 2015 | Tân Đàm Hoa Mộng                                    | 霍蜜儿                       |                                        |
| 2016 | Tiên Kiếm Kỳ Hiệp 5                                 | 草谷                         |                                        |
| 2016 | Đại Giá Phong Thượng                                | 周西西                       | Cameo                                  |
| 2016 | Những ngày vinh quang của chúng ta (我们光荣的日子) | 张映紫                       |                                        |
| 2016 | Từ bỏ em, giữ chặt em                               |                              | *Vai diễn không tên                    |
| 2017 | The Peach Blossom                                   | Thịnh Phương                 |                                        |
| 2017 | Thiếu Lâm Vấn Đạo                                   | Li Zhen Zhen                 |                                        |
| 2017 | Đây Khoảng Sao Trời, Kia Khoảng Biển                | Zhou Bu Yan                  |                                        |
| 2018 | Tân Tầm Tần Ký                                      | Tinh Vân                     |                                        |
| 2019 | Thuở Xưa Có Ngọn Núi Linh Kiếm                      | Lưu Ly Tiên (琉璃仙)         | 網絡劇                                 |
| 2020 | Nhiệt huyết đồng hành Diễm thế phiên                | Xi Xian'er                   |                                        |
| 2020 | Trách em quá xinh đẹp                               | Lâm Tương                    |                                        |
| 2021 | Tiền hành giả (Belief)                              | Jiang Yun Qing               | Nhiếp Viễn & Trương Lỗ Nhất đóng chính |
| 2022 | Ngự giao ký                                         | Thuận Đức tiên cơ            |                                        |
| 2022 | Thương Lan quyết                                    | Xích Địa nữ tử               |                                        |
| 2024 | Hồ yêu tiểu hồng nương: Nguyệt hồng thiên           | Đồ Sơn Nhã Nhã               |                                        |

### Công việc khác
- Năm 2009 tham gia quảng bá game online Mộng Huyễn Tru Tiên
- Năm 2012 góp mặt trong MV "Lam Quang" (蓝光) của Hồ Ca vai chính cùng với Lâm Canh Tân